# Teste de inclinação ortostática
Um teste de inclinação ortostática, também conhecido como tilt table test, teste de tilt ou head-up tilt table test, é um exame médico frequentemente utilizado para investigação de síncopes (desmaio). Tem o objetivo de diagnosticar disautonomia e síncope vasovagal. Os pacientes com sintomas de tontura, com ou sem perda da consciência, suspeitos de estar associada com uma queda na pressão sanguínea, taquicardia posicional ou Síncope Vasovagal são bons candidatos para este teste.
O teste de tilt é o único meio auxiliar de diagnóstico na reprodução da """síncope neurocardiogénica" ou desmaio comum.
O teste de inclinação ortostática é realizado com paciente inicialmente em posição deitada e após cerca de 15 minutos levantado lentamente até a posição inclinada (70 graus de inclinação). Nessa posição a 70º o paciente permanece por até 45 minutos ou desencadeamento dos sintomas (tonturas, sensação de desmaio ou síncope). Neste último caso o teste é definido como POSITIVO ou ALTERADO.  Em algumas situações pode haver necessidade de administração de agente sensibilizante farmacológico: uma medicação feita por via sublingual para sensibilizar o exame, ou seja, tornar mais fácil uma resposta POSITIVA. A síncope vasovagal, apesar de benigna, deve ser bem documentada por esse exame uma vez que outras causas de síncope podem também ser prenúncio de morte súbita.  